# Albert Mahaim
Albert Mahaim (ur. 13 stycznia 1867 w Liège, zm. 29 marca 1925 w Lozannie) – belgijski lekarz psychiatra, dyrektor szpitala psychiatrycznego Cery koło Lozanny, od 1899 profesor psychiatrii na Uniwersytecie w Lozannie. Razem z Auguste Forelem pracował nad zagadnieniami psychiatrii sądowej.